# Bāgh-e Ḩājjī
Bāgh-e Ḩājjī (persiska: باغ حاجی) är en ort i Iran.   Den ligger i provinsen Kerman, i den sydöstra delen av landet, 900 km sydost om huvudstaden Teheran. Bāgh-e Ḩājjī ligger 2 730 meter över havet och antalet invånare är 203.
Terrängen runt Bāgh-e Ḩājjī är varierad. Runt Bāgh-e Ḩājjī är det glesbefolkat, med 12 invånare per kvadratkilometer. Närmaste större samhälle är Kharmandeh, 8,1 km norr om Bāgh-e Ḩājjī. Omgivningarna runt Bāgh-e Ḩājjī är i huvudsak ett öppet busklandskap.